# پاودرهورن (مینیاپولیس)
پاودرهورن (به انگلیسی: Powderhorn Park) یک منطقهٔ مسکونی در ایالات متحده آمریکا است که در مینیاپولیس واقع شده‌است. پاودرهورن ۸٬۶۵۵ نفر جمعیت دارد.